# Lukas Petkov
Lukas Emanuel Petkov (* 1. November 2000 in Friedberg) ist ein bulgarisch-deutscher Fußballspieler. Der offensive Mittelfeldspieler steht bei der SV Elversberg unter Vertrag.

## Karriere

### Verein
Das Fußballspielen erlernte Petkov in der Jugend des SV Mering. Von dort wechselte er 2008 in die Jugendabteilung des FC Augsburg. Er durchlief sämtliche Jugendmannschaften des Vereins von der U-9 bis zur U-19 des Klubs. Im Jahr 2019 kam er erstmals in der zweiten Mannschaft des Vereins zum Einsatz. Sein erstes Spiel in der Regionalliga Bayern bestritt er am 4. Mai 2019 beim 4:1-Sieg gegen die SpVgg Bayreuth. Beim 2:1-Sieg am 13. September 2019 im Spiel gegen den TSV Rain/Lech gelang ihm sein erstes Tor in der Regionalliga Bayern.
Am 21. November 2020 stand er beim 1:1 gegen Borussia Mönchengladbach erstmals im Bundesligaaufgebot des FC Augsburg. Am 22. Mai 2021 kam er zu seinem Bundesligadebüt. Er wurde bei der 2:5-Niederlage gegen den FC Bayern von Markus Weinzierl in der 87. Minute für André Hahn eingewechselt.
Zur Saison 2021/2022 wurde Petkov an den Drittligisten SC Verl verliehen, um Spielpraxis zu sammeln.
Nach seiner Rückkehr nach Augsburg kam Petkov in der Hinrunde der Saison 2022/2023 lediglich auf sieben Kurzeinsätze. Daher wurde er am 31. Januar 2023 zunächst bis zum Saisonende an die SpVgg Greuther Fürth ausgeliehen. In seinem ersten Halbjahr kam er zu 15 Einsätzen für die Franken. Beim 3:0-Sieg am 18. März 2023 gegen den 1. FC Magdeburg steuerte er ebenso einen Treffer bei, wie auch am 20. Mai 2023 bei der 1:2-Niederlage in Hamburg gegen den HSV. Am 19. Juni 2023 teilte der FCA mit, sich mit Fürth über eine Verlängerung der Leihe um ein weiteres Jahr geeinigt zu haben. Somit blieb Petkov den Kleeblättern bis Ende Juni 2024 erhalten.
Ende August 2024 verließ Petkov den FC Augsburg und wechselte zum Zweitligisten SV Elversberg. Dort unterschrieb er einen Vertrag bis 2027. Sein erstes Tor für die SV Elversberg erzielte Petkov am 23. November 2024 beim Auswärtssieg in Düsseldorf.

### Nationalmannschaft
Im September 2023 debütierte er in der bulgarischen A-Nationalmannschaft.